# Гуцаєв Володимир Гаврилович
Володимир Гаврилович Гуцаєв (груз. ვლადიმერ გუცაევი, ос. Гуцаты Гаврилы фырт Владимир, рос. Владимир Гаврилович Гуцаев, нар. 21 грудня 1952, Тбілісі) — грузинський радянський футболіст осетинського походження, що грав на позиції крайнього правого нападника. Видатний майстер дриблінга. По завершенні ігрової кар'єри — радянський та грузинський футбольний тренер.
Протягом усієї кар'єри виступав за «Динамо» (Тбілісі), з якою став володарем Кубка Кубків УЄФА, а також національну збірну СРСР.
Майстер спорту СРСР міжнародного класу з 1976 року. Заслужений майстер спорту СРСР з 1981 року.

## Клубна кар'єра
Починав Володимир з дворового футболу. У 1966 році у складі команди району брав участь у республіканському турнірі на приз клубу «Шкіряний м'яч», де разом з командою став чемпіоном республіки і був визнаний найкращим нападником, потім вже у складі збірної Грузії на всесоюзному турнірі зайняв 3-е місце, знову ставши найкращим нападником, в тому ж році поступив в ДЮСШ «Юний динамівець», в якій вчився 3 роки. Восени 1969 року перейшов у ФШМ міста Тбілісі, де, однак, вчився недовго і вже через рік, восени 1970 року потрапив у дубль тбіліського «Динамо».

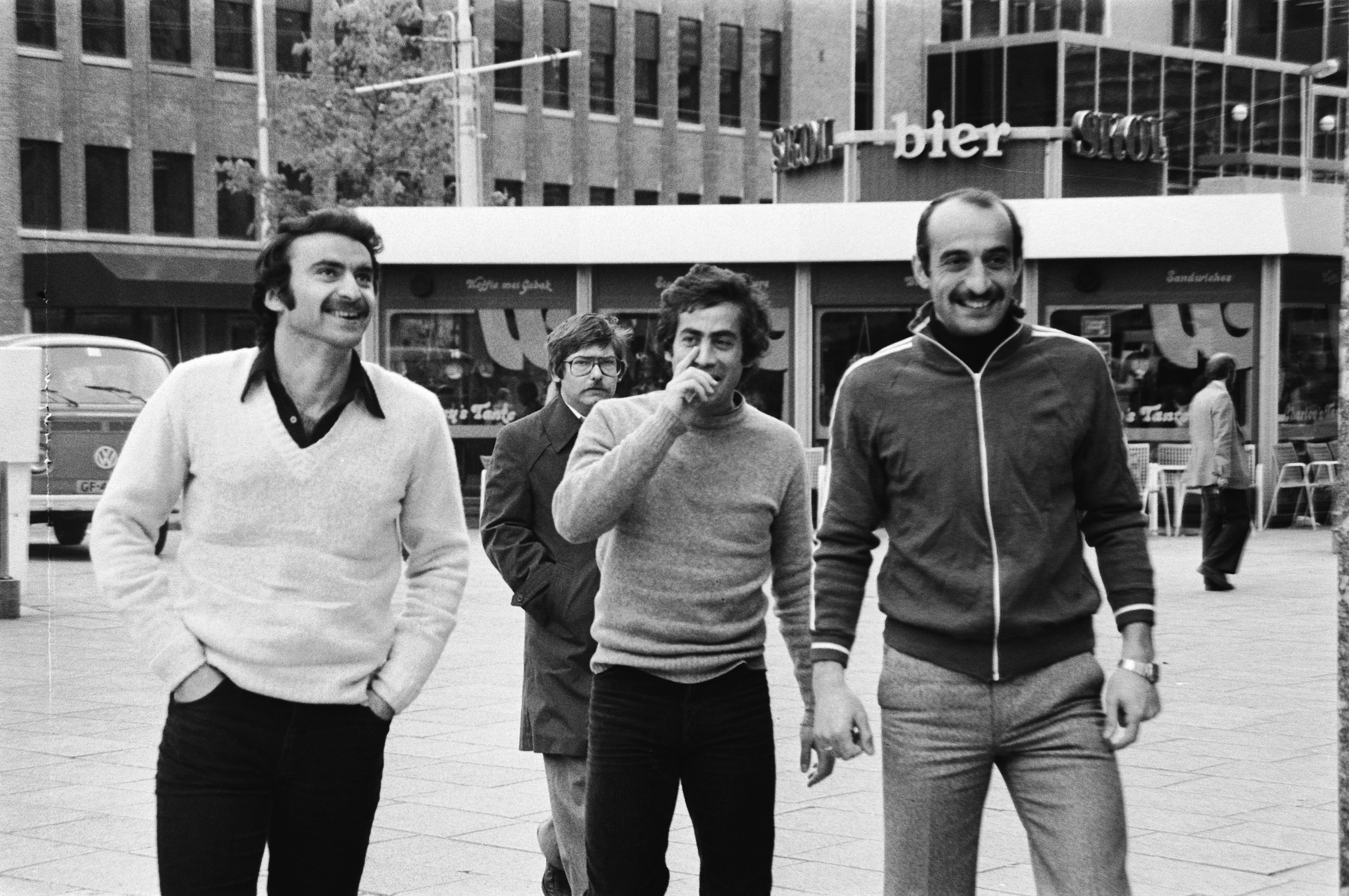
Володимир Гуцаєв (в центрі) у Роттердамі разом з партнерами по «Динамо» Олександром Чивадзе (ліворуч) і Давидом Кіпіані (праворуч) напередодні матча-відповіді півфіналу Кубка володарів Кубків УЄФА проти «Феєнорда». 21 квітня 1981 року.

Вже у віці 19 років, восени 1971 року, вперше вийшов в основному складі «Динамо» в домашньому матчі проти львівських «Карпат». У 2-му своєму матчі проти «Зеніту» забив 1-й гол у кар'єрі. За «Динамо» виступав аж до завершення кар'єри гравця в 1986 році, зігравши за цей час у чемпіонаті 303 матчі і забивши 47 м'ячів у ворота суперників. Разом з командою ставав чемпіоном СРСР, двічі переможцем Кубку СРСР і володарем Кубка володарів Кубків УЄФА.
В 1982 і 1985 переніс дві операції на меніску, після яких вже грав менш яскраво.
Як футболіст був відомий не тільки високою технікою поводження з м'ячем, але і умінням «підставитися» у штрафному майданчику супротивника і тим самим заробити пенальті.

## Виступи за збірну
У складі головної національної збірної СРСР дебютував 29 березня 1972 року в товариському матчі проти збірної Болгарії, а останній раз вийшов на поле в складі збірної 10 березня 1982 року в товариському матчі зпроти збірної Греції. Всього за першу збірну зіграв 11 матчів і забив 1 гол 5 жовтня 1978 року у ворота збірної Туреччини.
Крім цього, 25 травня 1972 року зіграв один матч за олімпійську олімпійську збірну СРСР у відбірковому турнірі до XX літній Олімпіаді у повторній зустрічі проти збірної Франції.

## Кар'єра тренера, функціонера та політика
Після завершення кар'єри гравця перейшов на адміністративну роботу, з 1987 до середини 1991 року був начальником команди в рідному тбіліському «Динамо».
В 1991 році виїхав на Кіпр, де почав тренерську кар'єру, спочатку в ролі помічника, а потім, в тому ж році, і в ролі головного тренера клубу «Анортосіс», який очолював до 1994 роуц.
У 1994 році обійняв посаду начальника команди в клубі «Спартак-Аланія», який в наступному році став чемпіоном Росії. На честь перемоги Гуцаеву керівництвом клубу був подарований «мерседес».
У 1996 році очолив молодіжну збірну Грузії, з якою працював досить успішно. Завдяки цьому в 1997 році був призначений на посаду головного тренера збірної Грузії, з якою працював до квітня 1999 року.
Того ж року очолив «Аланію», з якою працював до 2000 року.
У 2001 році працював директором у кутаїському «Торпедо».
У березні 2004 році Володимир Гуцаєв був обраний у Парламент Грузії, був депутатом протягом чотирьох років. Був членом парламентського комітету у справах освіти, науки, культури і спорту.
Повернувся у великий футбол у 2009 році, пройшовши курс навчання в Києві, де отримав ліцензію УЄФА категорії PRO.
У 2010—2011 роках очолював юнацьку збірну Грузії до 19 років.
У 2011—2012 роках працював головним тренером молодіжної команди «ВІТ Джорджія».
У жовтні 2012 року Володимир повернувся у владикавказьку «Аланію» і був призначений на посаду спортивного директора.

## Особисте життя
Здобув вищу освіту в Тбіліському державному університеті за спеціальностями економіст і юрист.
Одружений, виховує двох синів. Дружина — Тея Амурвелашвілі, грузинка за національністю. Старший син — Георгій, футболіст.

## Досягнення

### Командні
«Динамо»
Чемпіон СРСР: (1)
- 1978

Володар Кубка СРСР: (2)
- 1976, 1979

  Володар Кубка володарів Кубків: (1)
- 1981

Переможець молодіжного чемпіонату Європи (1)
- 1976[4]

## Індивідуальні
- Майстер спорту СРСР (1972)
- Майстер спорту СРСР міжнародного класу (1976)
- Заслужений майстер спорту СРСР (1981)